# 龍安縣 (南昌州)
龍安縣，唐代所置的一個縣，武德五年，分置南昌州總管府，管南昌州、西吳州、靖州、米州、孫州五州。南昌州領建昌、龍安、永修縣三縣。七年，罷都督為南昌州。八年，廢南昌州及孫州，以南昌州新吳縣、永修、 龍安入建昌縣。